# Heinrich Karrer

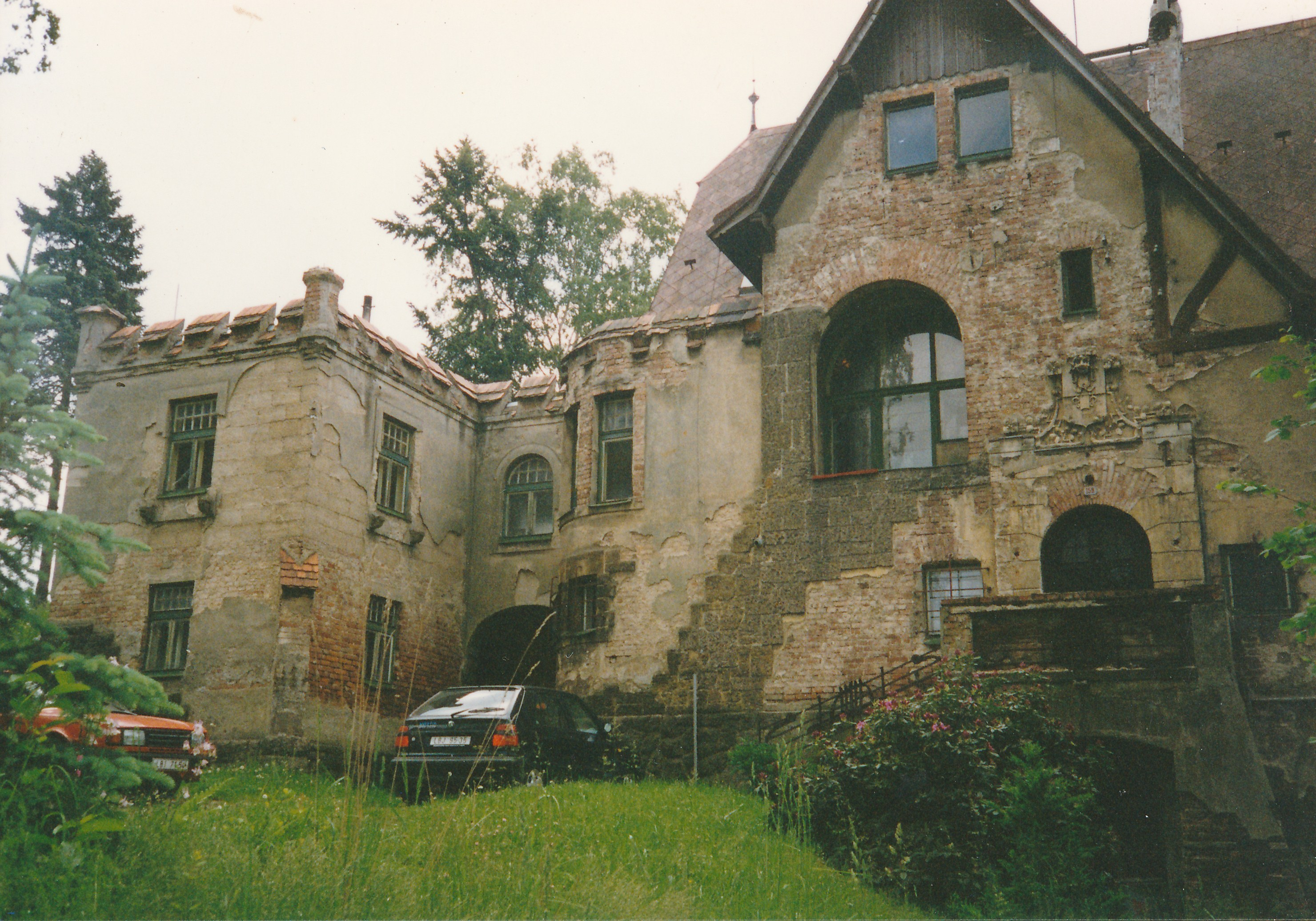
Karrerova vila stav v roce 1993.

Heinrich Karrer (26. dubna 1859 – 25. dubna 1936) byl severočeský průmyslník.

## Život
S podnikáním začínal ve Starém Habendorfu (dnes Stráž nad Nisou). V roce 1892 si v této obci pronajal továrnu, ve které provozoval bělidlo bavlny, barevnu a niťárnu.
V roce 1895 již shromáždil dostatek peněz na koupi továrny a po její koupi ji ještě dále rozšiřoval. Díky vysokým výdělkům mohl Karrer v roce 1904 koupit ve Starém Habendorfu hospodářská stavení, které nechal přebudovat na obytný dům pro své zaměstnance. V roce 1908 pak nechal vystavět novou tovární budovu, v níž byla zřízena další niťárna. Továrna fungovala úspěšně až do let hospodářské krize, kdy byl Karrer donucen v roce 1933 vyhlásit bankrot.
Heinrich Karrer byl vynálezce důležitého odvětví textilního průmyslu - bělení a barvení přízí na cívkách. Díky jeho vynálezu bylo bělení a barvení příze výrazně zjednodušeno a zkráceno.